# Accord de libre-échange entre la Colombie et l'AELE
L'accord de libre-échange entre la Colombie et l'AELE est un accord de libre-échange signé le 25 novembre 2008 et entré en application le 1er juillet 2011, pour la Colombie, la Suisse et le Liechtenstein, le 1er octobre 2014 pour l'Islande et la Norvège,.